# Hildegunde Piza-Katzer
Hildegunde Piza-Katzer (* 2. April 1941 in Gröbming) ist eine österreichische Chirurgin; sie gilt als eine der prägendsten Persönlichkeiten im Fachgebiet der Plastischen und Wiederherstellungschirurgie, namentlich der Handchirurgie.

## Leben
Geboren 1941 in der Steiermark, war Hildegunde Piza-Katzer, nach ihrem Studium in Graz, von 1970 bis 1992 an der Universitäts-Klinik in Wien und am Landeskrankenhaus Salzburg tätig. 1992 baute sie eine Abteilung für plastische Chirurgie am Krankenhaus Lainz auf, bis 1999 war sie deren Leiterin. Piza-Katzer war die erste Ordinaria für Plastische Chirurgie im deutschsprachigen Raum. Von 1999 bis 2008 war sie Vorständin der Univ.-Klinik für Plastische Chirurgie am Landeskrankenhaus Innsbruck. Im Jahr 2000 wurde sie vom Österreichischen Klub der Bildungs- und Wissenschaftsjournalisten zur Wissenschaftlerin des Jahres gekürt. Piza-Katzer war von 1993 bis 1995 Präsidentin der Österreichischen Gesellschaft für Plastische und Wiederherstellungschirurgie, Präsidentin der Österreichischen Gesellschaft für Chirurgie (1999 bis 2000) sowie Präsidentin der Österreichischen Gesellschaft für Handchirurgie (2005 bis 2011). Unter ihrer Leitung avanciert die Innsbrucker Klinik für Plastische und Wiederherstellungschirurgie zum Zentrum für operative Korrekturen von kindlichen Handfehlbildungen.
Piza-Katzer führte im März 2000 mit Raimund Margreiter in Innsbruck die weltweit zweite erfolgreiche Transplantation beider Hände durch. Bei dem Empfänger Theo Kelz handelte es sich um einen österreichischen Polizisten, der beide Hände durch eine Rohrbombe verloren hatte.
Nach der Pensionierung übersiedelte Piza-Katzer von Innsbruck nach Wien und operierte weiter. Ab 2010 baute sie mit der Kinderchirurgin Lisa Mailänder am Landeskrankenhaus Bad Ischl eine Ambulanz für Kinder mit Handfehlbildungen auf. Mit 76 Jahren stand sie immer noch am Operationstisch.
Der von ihr initiierte und geleitete Verein Kinderhände mit Sitz in Innsbruck befasst sich seit 2005 neben den medizinischen Aspekten der Hände auch praktisch mit der psychosozialen, emotionalen und poetischen Dimension. 2021 legte sie die Vereinsleitung in jüngere Hände.

## Publikationen (Auswahl)
- Zur Regeneration des autonomen Nervensystems nach Replantation. Experimentelle und klinische Studie. Acta Chirurgica Austriaca, Supplement Nr. 44 (1982), Download als .pdf. Abgerufen am 31. Dezember 2023.
- Der Prinz und seine Freunde, Verlag Fassbaender, Wien 2008, ISBN 978-3-902575-09-8, Download als .pdf. Abgerufen am 30. Dezember 2023.
- Pollicisation of the index finger in hypoplasia of the thumb. Experience with the method of Buck-Gramcko and retrospective analysis of the clinical outcome in a series of 19 pollicisations. Mit A. Wenger, E. M. Baur, D. Estermann, M. Rieger; in: Journal of Hand and Microsurgery, Nr. 1 (2009), S. 17–24
- Angeborene Fehlbildungen der Hand. Mit Andrea Wenger, Dunja Estermann; in: Handchirurgie, herausgegeben von Hossein Towfigh, Robert Hierner, Martin Langer, Reinhard Friedel, 2 Bde., Springer Verlag, Berlin/Heidelberg 2011, S. 469–526, ISBN 978-3-642-11758-9
- Zufall oder konsequenter Weg vom Rundstiellappen zur Handtransplantation; Dieffenbach-Vorlesung, anlässlich der Verleihung der Dieffenbach-Medaille gehalten am 30. September 2011 zu Plastische Chirurgie – eine integrierende Disziplin, Congress Innsbruck, 29. September – 1. Oktober 2011, Veranstalter: Österreichische Gesellschaft für Plastische, Ästhetische und Rekonstruktive Chirurgie (ÖGPÄRC); Deutsche Gesellschaft der Plastischen, Rekonstruktiven und Ästhetischen Chirurgen (DGPRÄC)
- Du bist mir viel wert, Verlag Fassbaender, Wien 2012, ISBN 978-3-902575-39-5
- Erlesene Handgeschichten, Vorlesung, gehalten am 11. Oktober 2013 zu Ehren von Prof. Dr. Dieter Buck-Gramcko zum 54. Kongress der Deutschen Gesellschaft für Handchirurgie [10. bis 12. Oktober 2013; Veranstalter: Deutsche Gesellschaft für Handchirurgie (DGH) und Deutsche Gesellschaft für Handtherapie (DAHTH); Congress Center Düsseldorf][9]
- Handtransplantation – Chancen und Risiken. In: Orthopädie-Technik, Jg. 67 (2016), Heft 7, S. 50–55, Aufsatz online. 360° – Fachportal des Bundesinnungsverbandes für Orthopädie-Technik, Dortmund, 5. Juli 2016.

## Auszeichnungen
- Wissenschaftler des Jahres (2000)
- Österreichisches Ehrenkreuz für Wissenschaft und Kunst I. Klasse (2001)
- Großes Ehrenzeichen des Landes Steiermark (2001)
- Österreichischer Erwin Schrödinger-Preis (2003)
- Preis der Stadt Wien für Medizinische Wissenschaften (2005)
- Verdienstkreuz des Landes Tirol (2006)
- Großes Silbernes Ehrenzeichen für Verdienste um die Republik Österreich (2007)
- Dieffenbach-Medaille (2011)
- Pioneer of Hand Surgery (2013), verliehen vom Internationalen Verband der Gesellschaften für Handchirurgie[10]
- Ehrenzeichen des Landes Tirol (2016)[11]

## Medien
- Magie der Hände – Medizingeschichte & Evolution, Fernsehdokumentation, Buch und Regie: Anna Maria Sigmund, Produktion: Terra Pannonia 2022, Erstausstrahlung: ORF III, 19. April 2023.[12]